# Heartbreaker (Loïc Nottet)
Heartbreaker is een single van de Belgische zanger Loïc Nottet die werd uitgebracht op 21 februari 2020. Het is de derde single van zijn album Sillygomania, dat in hetzelfde jaar uitkwam. Loïc liet zich inspireren door de jaren 90, door aantrekkelijke synthesizers toe te voegen. Hij zong het nummer ook live tijdens La Chanson Secrète, een Franse televisieshow.